# Francheville (Côte-d'Or)
Francheville é uma comuna francesa na região administrativa da Borgonha-Franco-Condado, no departamento de Côte-d'Or. Estende-se por uma área de 31,65 km². Em 2010 a comuna tinha 292 habitantes (densidade: 9,2 hab./km²).